# Liste der höchsten Berge und Erhebungen in Serbien
Diese Liste der höchsten Berge und Erhebungen in Serbien zeigt, der Höhe nach geordnet, die höchsten Berge in Serbien (ohne die umstrittene Provinz Kosovo i Metohija. Für die Berge in Kosovo i Metohija siehe: Liste von Bergen und Erhebungen im Kosovo).
Der in Serbien offiziell geführte höchste Berg des Landes ist der 2169 m hohe Midžor an der Grenze zu Bulgarien. Die nordserbische Provinz Vojvodina liegt in der Pannonischen Tiefebene. Daher ist die höchste Erhebung dieses Landesteiles der 641 m hohe Gudurički vrh in den Ausläufern der Karpaten, nahe der Grenze zu Rumänien.
| Rang | Gipfel          | Höhe   | Gebirge/Massiv | Region                                     |
| ---- | --------------- | ------ | -------------- | ------------------------------------------ |
| 1.   | Midžor          | 2169 m | Balkangebirge  | Zentralserbien, Okrug Pirot                |
| 2.   | Pogled          | 2155 m | Mokra Gora     | Zentralserbien, Okrug Raška                |
| 3.   | Dupljak         | 2033 m | Balkangebirge  | Zentralserbien, Okrug Zaječar              |
| 4.   | Pančićev vrh    | 2017 m | Kopaonik       | Zentralserbien, Okrug Raška / Okrug Rasina |
| 5.   | Martinova čuka  | 2011 m | Stara Planina  | Zentralserbien, Okrug Pirot                |
| 6.   | Suvo Rudište    | 1976 m | Kopaonik       | Zentralserbien                             |
| 7.   | Golemi Kamen    | 1969 m | Balkangebirge  | Zentralserbien, Okrug Pirot                |
| 8.   | Kopren          | 1963 m | Balkangebirge  | Zentralserbien, Okrug Pirot                |
| 9.   | Golema Čuka     | 1957 m | Balkangebirge  | Zentralserbien, Okrug Pirot                |
| 10.  | Tupanar         | 1955 m | Balkangebirge  | Zentralserbien, Okrug Pirot                |
| 11.  | Bratkova Strana | 1943 m | Balkangebirge  | Zentralserbien, Okrug Pirot                |
| 12.  | Tri Čuke        | 1936 m | Balkangebirge  | Zentralserbien, Okrug Pirot                |
| 13.  | Karaman Vučak   | 1936 m | Kopaonik       | Zentralserbien, Okrug Raška                |
| 14.  | Kopren          | 1935 m | Balkangebirge  | Zentralserbien, Okrug Pirot                |
| 15.  | Vražja Glava    | 1934 m | Balkangebirge  | Zentralserbien, Okrug Pirot                |
| 16.  | Gobelja         | 1934 m | Kopaonik       | Zentralserbien, Okrug Rasina               |

- Karte mit allen verlinkten Seiten:
- OSM |
- WikiMap